# Johannes Kloprys
Johannes Kloprys, ook Klopriß, Cloprys, Klopreis of Klopries (Vest Recklinghausen, ca. 1500 -  Brühl, februari 1535 ) wordt als een van de Wassenbergse predikanten beschouwd en nam als zodanig deel aan de anabaptistische opstand in Münster. Hij behoorde tot de 28 apostelen die van daar naar alle richtingen werden uitgezonden, in zijn geval naar Warendorf. Met de prediking aldaar werd op 14 oktober 1534 begonnen. Maar reeds op 21 oktober viel de stad in handen van het bisschoppelijk leger. Kloprys’ metgezellen werden spoedig onthoofd. Hij zelf werd, als „kurkölnischer“ onderdaan, aan het keurvorstendom Keulen uitgeleverd en in Brühl terechtgesteld op de brandstapel.